# James Burke (tudománytörténész)
James Burke (Derry, 1936. december 22. –) brit tudománytörténész, szerző és televíziós producer.

## Életpályája
Az észak-írországi Derryben született, az oxfordi egyetemen végzett. Később Olaszországban a bolognai és az urbinói egyetemen illetve az ottani angol iskolákban oktatott. Közben egy angol–olasz szótár és egy művészeti enciklopédia kiadásával foglalkozott.
1966-ban Londonba költözött és csatlakozott a BBC „Science & Features Dept.” -hez, ahol házigazdaként vendégül látott különböző ismeretterjesztő témákat. A televíziózás lehetőségei nagyon megragadták, és komoly tudósokat látott vendégül műsoraiban, ahol a tudományról és technológia fejlődéséről beszélgettek, ismeretet terjesztettek. Ezenfelül idegen nyelvként az angolt oktatta egy ideig a Ramsgate-ben (Anglia) működő Regency Language School-nál.
Burke először riporterként alapozta meg országos hírnevét, egy hosszú ideig futó BBC tudományos sorozatban, a „Tomorrow’s World”-ben. 1969-ben, az Apollo küldetések idején a BBC televízió fő tudományos segítője és riportere volt.

## Fontosabb televíziós munkái
James Burke által készített : televíziósorozatai és jelentősebb külön álló dokumentumfilmjei:
- The Burke Special (1972–1976)
- The End of the Beginning, marking the end of Project Apollo (1972)
- Kapcsolatok – Discovery Science TV / Connections (1978) /
- The Men who Walked on the Moon, 10th anniversary of Apollo 11 (1979)
- The Other Side of the Moon, a more critical look at Apollo (1979)
- The Real Thing, on various aspects of perception (1980)
- The Neuron Suite on the human brain (1982)
- A nap, amely megváltoztatta a világot – Duna TV / The Day the Universe Changed (1985) /
- After the Warming (1990), on the greenhouse effect
- Masters of Illusion (1993), on Renaissance painting
- Connections 2 (1994) (sometimes written Connections2)
- Connections 3 (1997) (or Connections3)
- Stump the Scientist, in which an audience of children were invited to put questions to a resident panel of scientists in the hope of "stumping" them

## Könyvei
- Tomorrow’s World I (with Raymond Baxter) pub. BBC 1970; ISBN 978-0563101628
- Tomorrow’s World II (with Raymond Baxter) pub. BBC 1973; ISBN 978-0563123620
- Kapcsolatok. Alexandra 2005; ISBN 963-368-612-1 / Connections pub. Time Warner International; ISBN 978-0316116725 /
- A nap, amely megváltoztatta a világot. Alexandra 1998; ISBN 963-367-395-X / The Day the Universe Changed pub. BBC 1985; ISBN 0-563-20192-4 /
- Chances pub. Virgin Books 1991; ISBN 978-1852273934
- The Axemaker’s Gift (with Robert Ornstein) pub. Jeremy P Tarcher; ISBN 978-0874778564
- Biliárdeffektus – avagy mi köze a reneszánsz vízikerteknek a karburátorhoz. Alexandra 2000; ISBN 963-367-333-X / The Pinball Effect – How Renaissance Water Gardens Made the Carburettor Possible and Other Journeys Through Knowledge pub. Little, Brown; ISBN 978-0316116107 /
- Tudásháló. Alexandra 2001; ISBN 963-368-265-7 / The Knowledge Web pub. Simon & Schuster 2001; ISBN 978-0684859354 /
- Circles – Fifty Round Trips Through History Technology Science Culture pub. Simon & Schuster; ISBN 978-0743249768
- Twin Tracks pub. Simon & Schuster 2003; ISBN 978-0743226196
- American Connections (scheduled for publication 4 July 2007) pub. Simon & Shuster; ISBN 978-0743282260